# St. Nikolaus (Morenhoven)

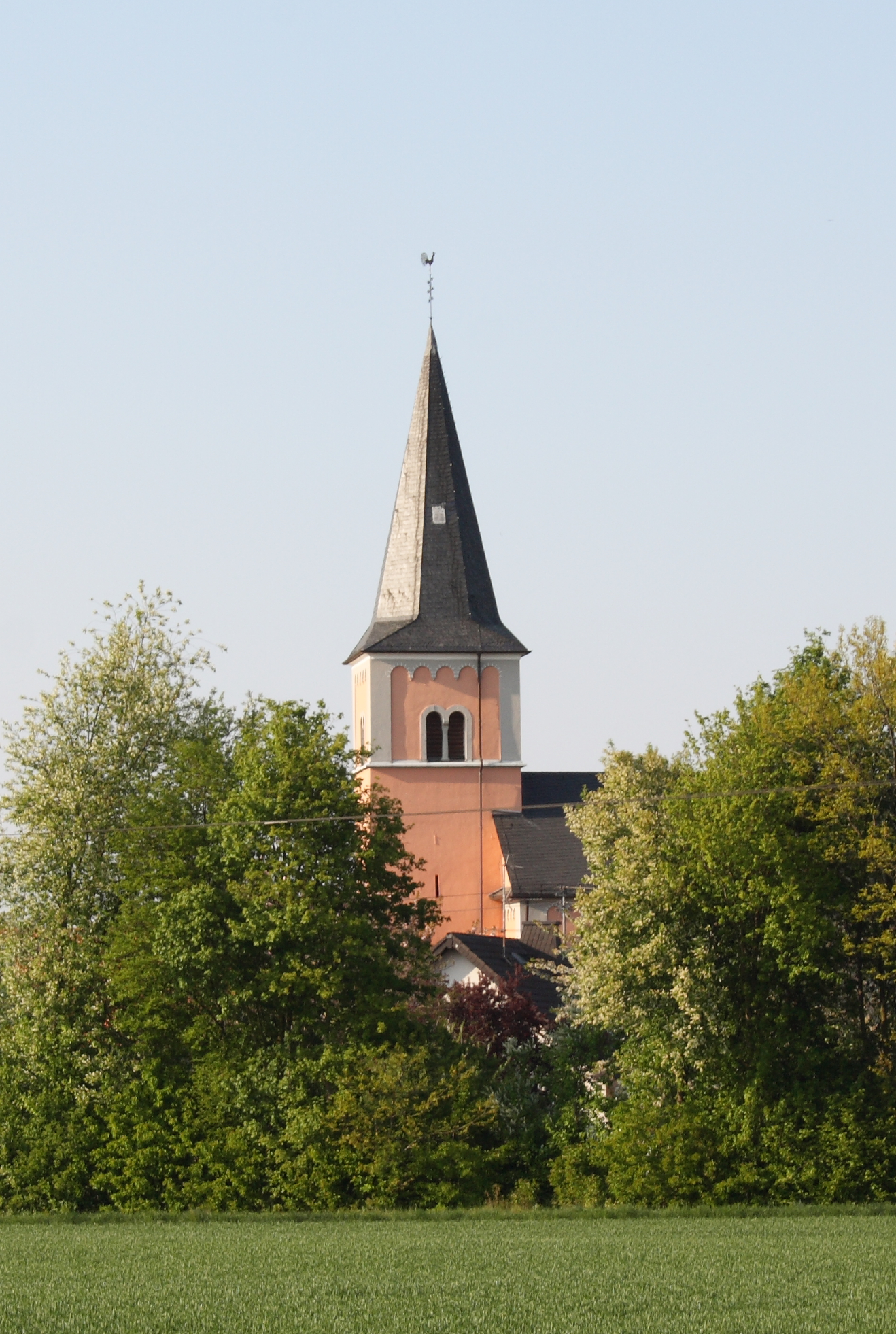
Kirche St. Nikolaus in Morenhoven

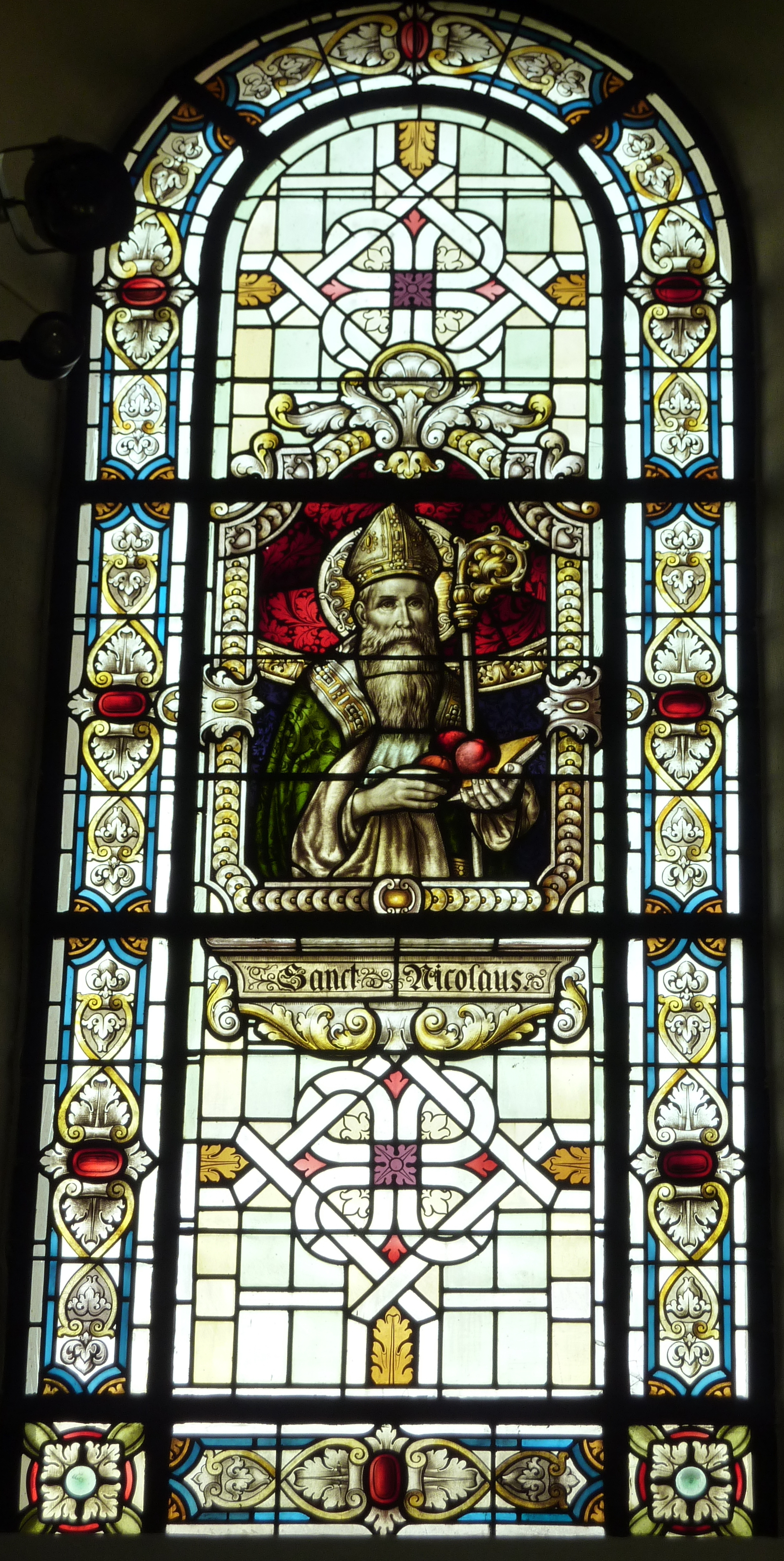
Fenster mit dem Patron der Kirche, dem heiligen Nikolaus

Die römisch-katholische Pfarrkirche St. Nikolaus in Morenhoven, einem Ortsteil der Gemeinde Swisttal im nordrhein-westfälischen Rhein-Sieg-Kreis, wurde im 19. Jahrhundert errichtet. Die Kirche, die dem heiligen Nikolaus geweiht wurde, ist ein geschütztes Baudenkmal. Die Pfarrgemeinde St. Nikolaus gehört heute zum Seelsorgebereich Swisttal im Kreisdekanat Rhein-Sieg-Kreis im Erzbistum Köln.

## Geschichte
Der Kirchplatz war bis in die 1930er-Jahre von einem Wassergraben umgeben, der zur Swist hin in den Kirchweiher mündete. Kirche und Gemeinde von Morenhoven gehörten als Filialgemeinde lange Zeit zur Pfarrei St. Georg in Miel. Erst 1610 oder 1634 entstand in Morenhoven eine selbständige Pfarrstelle, die bis ins 20. Jahrhundert von einem Dotationsland finanziert wurde. 

## Beschreibung
Das Kirchenschiff und der Chor der alten Kirche wurden 1826 abgebrochen. Der erhalten gebliebene Turm wurde um ein Stockwerk erhöht und mit einem Helm versehen. An den alten Turm wurde ein Saalbau mit einem halbrunden Chorabschluss angebaut. Die Kirche wurde am 6. Dezember 1827 benediziert. Nach Schäden im Zweiten Weltkrieg wurde die Kirche instand gesetzt und am 23. August 1948 wieder feierlich in Besitz genommen.

## Ausstattung
Ebenso wie die Steine stammen die Kanzel mit der Michaelsstatue und die unteren Teile der Seitenaltäre aus dem abgebrochenen Servitenkloster an der Waldkapelle im Wald von Rheinbach, das im Zuge der Säkularisation aufgehoben wurde. 

## Bleiglasfenster
Die Bleiglasfenster wurden zwischen 1909 und 1911 eingesetzt. Sie zeigen Maria und Josef, die Heiligen Nikolaus, Sebastian, Anna, Aloisius, Agnes und die Patronin der Kirchenmusik, die hl. Cäcilia.

## Glocken
Im Jahr 1917 wurde eine Glocke aus dem Jahr 1831 für Kriegszwecke eingeschmolzen. Die beiden anderen Glocken aus dem 14. und 17. Jahrhundert blieben erhalten. 